# Tedania urgorrii
Tedania urgorrii är en svampdjursart som beskrevs av Cristobo 2002. Tedania urgorrii ingår i släktet Tedania och familjen Tedaniidae. Inga underarter finns listade i Catalogue of Life.